# Hassela Helpline
Hassela Helpline är en telefonjour och chatt för ungdomar. Telefonjouren började 2005 och kallades då Mångfaldsjouren. År 2007 fick jouren stöd av Allmänna arvsfonden. Hassela Helpline Chatt lanserades 24 december 2009. Chatten bemannas på flera språk.
Hassela Helpline har vuxit ur Hasselarörelsen. Föreningen Hassela Helpline bildades i augusti 2009 av Hassela Solidaritet.